# 道奇鎮區 (愛荷華州布恩縣)
道奇鎮區（英語：Dodge Township）是位於美國愛荷華州布恩縣的一個行政鎮區。

## 地方資料
根據2010年美國人口普查的數據，道奇鎮區的面積為125.31平方千米，當中陸地面積為124.73平方千米，而水域面積為0.58平方千米。當地共有人口540人，而人口密度為每平方千米4.31人。